# Momo Wandel Soumah
Momo Wandel Soumah (ur. 20 kwietnia 1977, zm. 13 lutego 2017) – gwinejski piłkarz grający na pozycji napastnika.

## Kariera klubowa
W swojej karierze piłkarskiej Soumah grał w takich klubach jak: AS Kaloum Star, ES Sahel, ASC Jeanne d’Arc i ASEC Mimosas.

## Kariera reprezentacyjna
W reprezentacji Gwinei Soumah zadebiutował w 1996 roku. W 1998 roku został powołany do kadry Gwinei na Puchar Narodów Afryki 1998. Zagrał na nim w dwóch meczach: z Algierią (1:0) i z Burkina Faso (0:1).